# Batinci
Batinci (albanska: Batinc, makedonska: Батинци) är en ort i Nordmakedonien. Den ligger i kommunen Studeničani, i den centrala delen av landet, 9 kilometer söder om huvudstaden Skopje. Batinci ligger 275 meter över havet och antalet invånare är 3 239.